# Melocactus deinacanthus
Melocactus deinacanthus es una especie de plantas de la familia Cactaceae. Es endémica del sudeste de Bahia en Brasil donde se encuentra en las áreas rocosas. Está tratada en peligro de extinción por pérdida de hábitat.

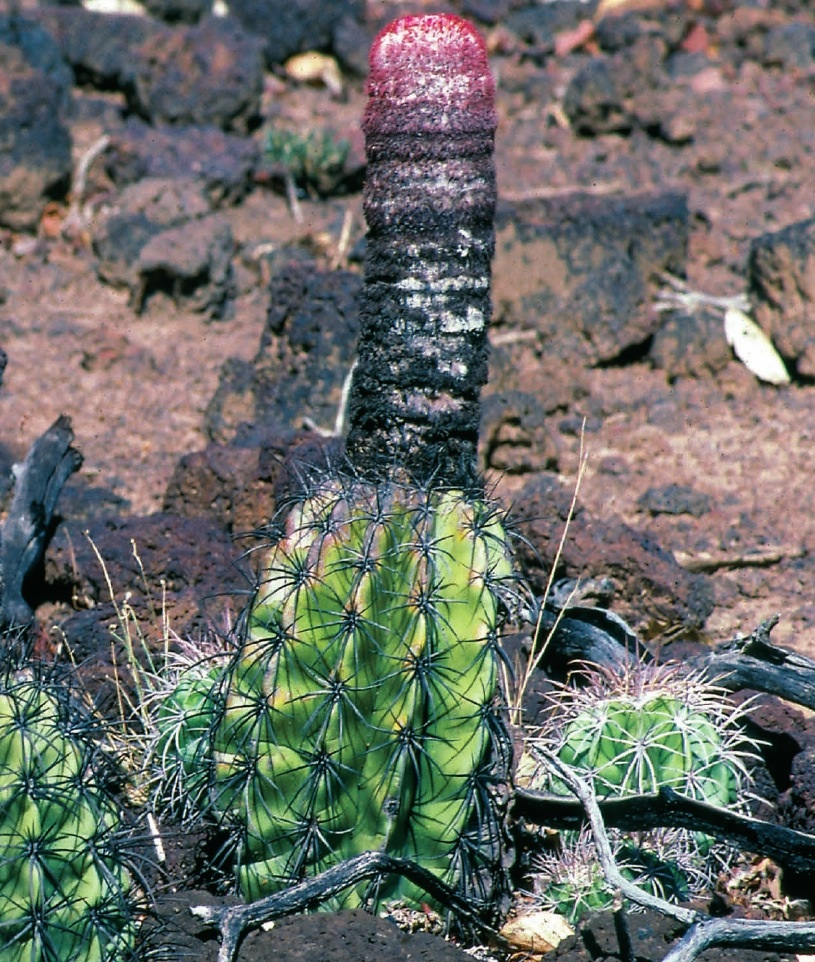
Vista de la planta

## Descripción
Melocactus deinacanthus una planta esférica con cuerpo alargado que alcanza un tamaño de 15 a 35 centímetros de altura y un diámetro de 12 y 25 centímetros. Tiene entre 10 y 12 costillas. Las 4-7 espinas centrales son de color marrón rojizo y son largas de 5,3 centímetros. Las  11-14  espinas radiales son ligeramente curvadas con una longitud de hasta 8 centímetros. El cefalio crece hasta 25 centímetros de altura y alcanza un diámetro de 9 cm. Las flores son de color  magenta o rosa,  de hasta 2,6 centímetros de largo y tienen un diámetro de 1,2 centímetros. Las frutas son de color blanco y con un largo de 1,2 a 2,2 centímetros.

## Taxonomía
Melocactus deinacanthus fue descrita por Buining & Brederoo y publicado en Kakteen und andere Sukkulenten 24: 217. 1973.
Etimología
Melocactus: nombre genérico, utilizado por primera vez por Tournefort, proviene del latín melo, abreviación de melopepo (término con que Plinio el Viejo designaba al melón). Se distingue de las demás cactáceas cilíndricas por tener un cefalio o gorro rojo, razón por la que los primeros españoles que llegaron a Sudamérica le llamaban "gorro turco".
deinacanthus: epíteto del griego deinos = "horrible" y akantha = "espinas".